# Цвинтарна каплиця монахів домініканців (Чортків)
Цвинтарна каплиця монахів-домініканів у Чорткові — культова споруда, римо-католицька (РКЦвУ) каплиця в місті Чорткові Чортківської громади Чортківського району Тернопільської области, Україна.

## Відомості
Збудована 1902 року в стилі історизму (має, зокрема, ґотичні елементи).
До Другої світової війни в святині було поховано о. Ігнатія Кілімовича (1902), братів Матеуша Косьцулека (1912) і Яцека Твардохлєба (1916), оо. Томаша Косьора (1918) і Манаса Бєніка (1925), а також братів Шимона Яніковського (1929), Марека Якубика (1934) і Клеменса Вернея (1935).
2 липня 1991 року в склепі каплиці поховали чортківських мучеників.

## Опис
Каплиця має об'ємно-просторову композицію, зокрема, пілястровий поділ бічних фасадів, стрільчасті перемички вікон і дверей, масивний карниз, є ніша на фронтоні головного фасаду.